# Gustaf Gustafsson i Älvsered
Gustaf Adolf Gustafsson (i riksdagen kallad Gustafsson i Älvsered), född 13 januari 1875 i Kinna församling, död 19 augusti 1934 i Älvsereds församling, var en svensk disponent och politiker (högern).
Gustafsson var från 1897 disponent för och styrelseledamot i Västgöta Vävnads A.B. i Älvsered. Han var också styrelseledamot i Älvsereds syfabrik, A.B. Göteborgs Handelsbank samt Falkenbergs järnvägs A.B.
Gustafsson var ledamot av riksdagens andra kammare 1922–1926, invald i Älvsborgs läns södra valkrets. På det lokala planet var han ordförande i kommunalnämnden, vägstyrelsen, taxeringsnämnden, kyrkostämma och skolråd samt vice ordförande i kommunalstämman.